# Drâa
Drâa eller Dra (även Oued Drâa), berberspråk: ⴰⵙⵉⴼ ⵏ ⴷⵔⴰ, marockansk arabiska: واد الدرعة, är Marockos längsta flod och flyter i sydvästra delen av landet. Den rinner från Höga Atlas till Atlanten, som den emellertid bara når efter snösmältning och stor nederbörd. Floden är 1 100 km lång, och utgör gränsflod till Algeriet. Den är endast vattenförande i perioder.